# Николай VI
Патриа́рх Никола́й VI (греч. Πατριάρχης Νικόλαος ΣΤ΄, в миру Гео́ргиос Варело́пулос, греч. Γεώργιος Βαρελόπουλος; февраль 1915, Стамбул — 9 июля 1986, Москва) — Папа и Патриарх Александрийский и всей Африки.

## Биография
Учился в духовной семинарии в Халки. Приглашён в Александрию Патриархом Николаем V.
В 1938 году был рукоположён во диакона и в 1940 году — в пресвитера.
В 1945 году становится архимандритом. Он служил настоятелем церкви святителя Николая и глава церкви святых Константина и Елены в Каире. В 1953 году он стал патриаршим эпитропом в Касабланке.
В 1958 году служил в Аддис-Абебе (Аксумская митрополия).
В конце того же года избран митрополитом Иринопольским и Восточноафриканским. 25 января 1959 года хиротонисан во епископа Иринопольского и Восточноафриканского с возведением в сан митрополита.
На его приезда момент в епархии было только два священника. В том же году в был прислан миссионер в Уганду. Хотя митрополит Николай не жил постоянно в своей епархии, он часто посещал её и помогал, рукоположив за время управления ею более 25 священников.
10 мая 1968 года был избран Патриархом Александрийском и всей Африки.
Став Патриархом, столкнулся с проблемой резкого сокращения грекоговорящей паствы в Египте. Но более серьезной проблемой стали нестроения, возникшие при его предшественнике, Патриархе Христофоре II.
3 июня 1971 году участвовал в интронизации Патриарха Московского и всея Руси Пимена в Богоявленском Патриаршем соборе в Москве.
В апреле-мае 1972 года принимал в пределах Александрийской Православной Церкви Патриарха Пимена, совершавшего паломническую поездку к святыням Ближнего Востока.
Вмешался в кризисную ситуацию, возникшую на Кипре. 14 июля 1973 года в Никосии под председательством Папы и Патриарха Александрийского и всей Африки Николая VI при участии Патриарха Антиохийского и всего Востока Илии IV и других одиннадцати архиереев Александрийского, Антиохийского и Иерусалимского патриархатов состоялся Великий и Верховный Синод, единодушно признавший постановления трёх кипрских митрополитов о низложении Архиепископа Макария III антиканоничными и недействительными. Три митрополита, объявившие о низложении архиепископа Макария, были отстранены от своих обязанностей.
Занимался реорганизацией управления патриархии и улучшением инфраструктуры учебных заведений и благотворительных учреждений. Заложил и построил новые здания монастыря святого Саввы и освятил его соборный храм. Он отремонтировал здание богословской школы, расширил фонды библиотеки и музея школы.
Патриарх Николай VI активно занимался миссионерской деятельностью. Он основал Зимбабвийскую митрополию и Митрополию Доброй Надежды. Ездил с пастырскими визитами по всей Африке. При нём в 1972 году три представителя коренных народов Африки были рукоположены в епископов: епископы Нилопольский Христофор (Спартас), Навкратиадский Феодор (Нанкьяма) и Нитрийский Георгий (Гатуна), ставшие викариями Восточно-Африканской митрополии.
Своё пристальное внимание патриарх Николай уделял изданиям Патриархии, а также замещению вдовствующих епископских кафедр.
Владел греческим, турецким, французским, английским, суахили и арабским языками.
Патриарх Николай VI длительное время лечился в СССР; его кончина в результате инфаркта миокарда наступила 10 июня 1986 года в Московской клинической больнице им. С. П. Боткина.
Похоронен в Монастыре святого Георгия в Каире.

## Награды
- Орден преподобного Сергия Радонежского (РПЦ, 23 июля 1979 года)[6]
- Орден святого Князя Владимира I сстепени[7]